# Eksplozja w wieży pancernika USS Iowa

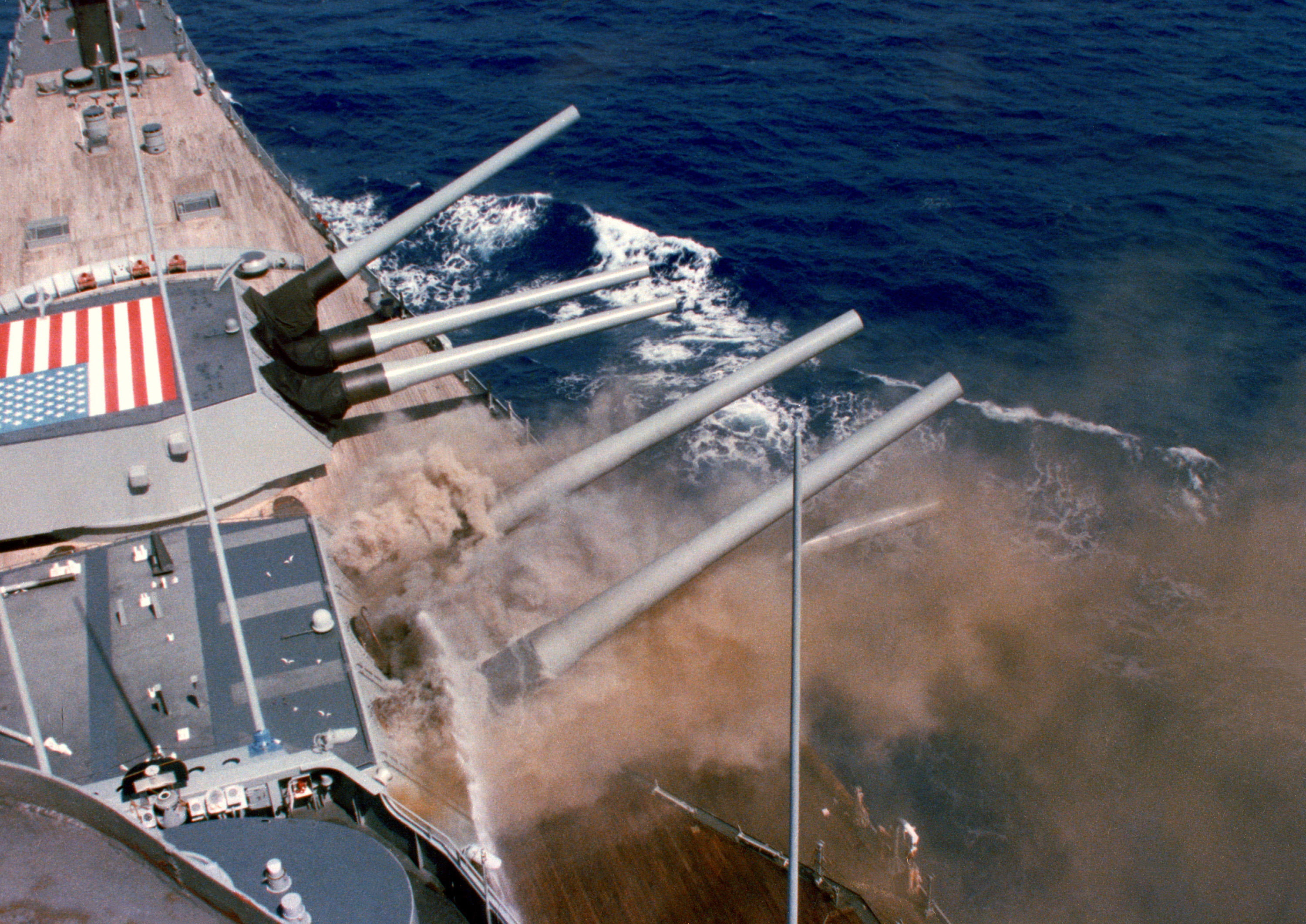
Dym unoszący się z wieży nr 2 po wybuchu

Schemat działania ciężkiej wieży artyleryjskiej z widocznym oddzieleniem magazynów od samej wieży

19 kwietnia 1989 r. miał miejsce wybuch ładunków miotających podczas ładowania środkowego działa 406 mm L/50 Mark 7 w wieży artylerii głównej numer 2 pancernika USS „Iowa” (BB-61). W wybuchu zginęła cała załoga wieży, tj. 47 marynarzy. Dzięki zadziałaniu klap przeciwwybuchowych oddzielających wieżę od magazynu ładunków miotających, a następnie szybkiemu zalaniu tego magazynu przez jego obsadę, która nie czekała na stosowne rozkazy (rozkaz dowódcy okrętu został wydany z opóźnieniem 8 minut), okręt uniknął eksplozji komór amunicyjnych. Wieża nr 2 nie została nigdy wyremontowana i obecnie nie nadaje się do użytku.
Do dziś nie udało się jednoznacznie wyjaśnić przyczyn wybuchu pomimo dwóch śledztw.
Pierwszą teorią była teoria samobójstwa rozszerzonego (samobójca popełnia samobójstwo w taki sposób, aby zginęły przy tym inne osoby) dowódcy środkowego działa Claytona Hartwiga. Był on homoseksualistą i zakochał się w innym marynarzu (Kendallu Truittcie), który będąc heteroseksualistą odrzucił to uczucie i ożenił się ze swoją narzeczoną, co spowodowało załamanie psychiczne u dowódcy działa – zachowanie Truitta tutaj było dwuznaczne, ponieważ do momentu ślubu przyjmował od Hartwiga kosztowne prezenty, jak również doprowadził do tego, że został beneficjentem jego polisy ubezpieczeniowej (Truitt wyjaśniał to tym, że nie chciał ranić odmową przyjmowania prezentów przyjaciela). Załamanie to miało stanowić impuls do popełnienia samobójstwa polegającego na podłożeniu sporządzonego przez siebie ładunku wybuchowego pomiędzy worki z materiałem miotającym. Jako dowód przestawiono znalezienie w szafce tego marynarza zapalników etc. (jednakże większość artylerzystów miała w szafkach takie rzeczy, bo brała je „na pamiątkę”). Główna słabość tej teorii to fakt, że dowódca w trybie nagłym został wyznaczony do obsługi tego strzelania (pomimo że to nie była jego wachta, ale był to jeden z nielicznych marynarzy strzelających wcześniej z tych dział) i nie miał możliwości czasowych sporządzenia ładunku wybuchowego oraz jego przemycenia do wieży (mało prawdopodobne wydaje się noszenie sporządzonego wcześniej ładunku przez cały czas przy sobie).

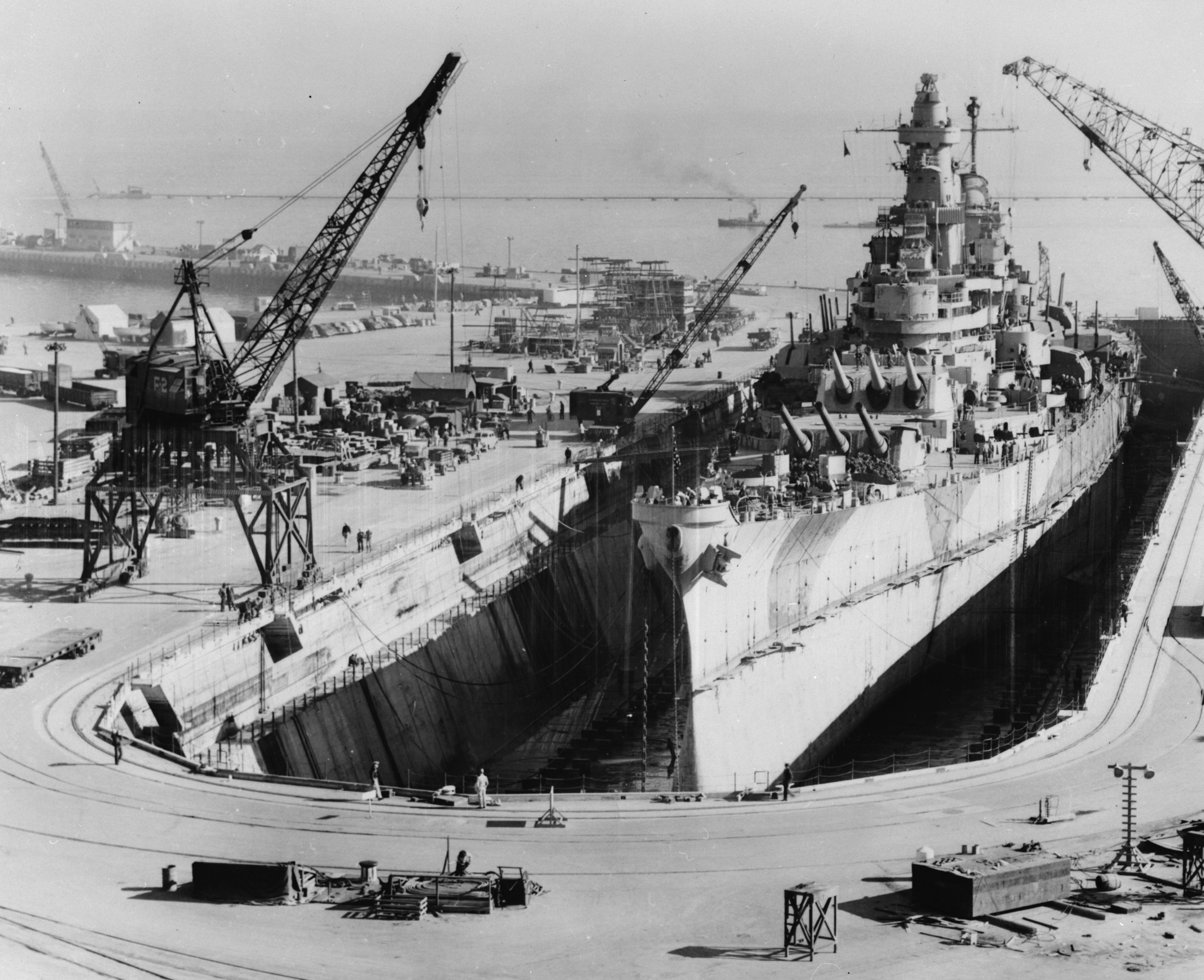
USS „Iowa” w suchym doku – 1945

Najprawdopodobniejsza wydaje się teoria łącząca następujące czynniki:
- błąd niedoszkolonej obsługi [ówczesny dowódca okrętu lekceważył nieznaną sobie ciężką artylerię (np. doprowadził do tego, że wszystkie środki finansowe przeznaczone na remonty wież i dział zostały przekazane na inne cele) i większość artylerzystów pancernika nigdy nie strzelała z dział] – w chwili wybuchu dosyłacz znajdował się o 60 centymetrów głębiej we wnętrzu komory zamkowej działa niż powinien, bo niedoświadczony marynarz odpowiedzialny za jego obsługę nie wyłączył go we właściwym momencie (wcześniej dochodziło do podobnych przypadków, ale nigdy dosyłacz nie był wsunięty tak głęboko);
- zły stan psychiczny i błędy jednego z dowódców feralnego działa (Hartwig miał być dodatkowym dowódcą „nadzorującym” pracę etatowego dowódcy, który nigdy nie strzelał z działa) – ze względu na przedstawione wcześniej problemy osobiste nie nadawał się do służby w tamtej chwili – popełnił on prawdopodobnie poniższe błędy:
  - za wolno układał worki z ładunkami miotającymi i woreczki ze śrutem (służył on do oczyszczania podczas wystrzału przewodu lufy działa z miedzi pochodzącej z pocisku), przez co znacznemu opóźnieniu uległo ładowanie działa (etatowy dowódca działa poinformował dowódcę wieży o „problemach”), co wymusiło później pośpiech przy dosyłaniu ładunków miotających;
  - w pośpiechu (i z powodu złego stanu psychicznego) nie zorientował się w błędzie marynarza obsługującego dosyłacz oraz samozapłonie, a także nie potrafił podjąć odpowiednich działań (podobnie zresztą nie podjął ich etatowy dowódca) – zgodnie z nagraniami z systemu komunikacji w wieży wydobywający się z działa dym zauważył dowódca wieży i prawdopodobnie usiłował przejąć dowództwo działa, aby zamknąć jego zamek przed eksplozją; w styczniu 1989 r. zdarzył się podobny incydent z lewym działem w tej samej wieży – obsługa jednak wtedy zdążyła zamknąć zamek tak, że eksplozja tylko wystrzeliła pocisk do morza (podmuch eksplozji uszkodził zewnętrzne wyposażenie wieży nr 1, ponieważ zabrakło czasu na podniesienie lufy działa).
- wyładowanie elektrostatyczne pomiędzy ziarenkami materiału miotającego naelektryzowanymi wskutek tarcia przy dosyłaniu, co doprowadziło do eksplozji – zgodnie z ustaleniami jednej z komisji jest to możliwe z bardzo niskim, ale jeszcze znaczącym prawdopodobieństwem (1:38 000) przy niewłaściwie (zbyt luźno) fabrycznie napełnianych prochem workach (na pancerniku 3,39% worków z materiałem miotającym takie było) i szczególnie nadmiernym dosyłaniu (o ponad 40 cm). Ustalenia dotyczyły używanego starego (i zalegającego od wielu lat w magazynach amunicyjnych) materiału miotającego D-846, który był przeznaczony do wystrzeliwania starszych pocisków o masie 1016 kg, a ponieważ pociski takie zostały zastąpione nowszymi pociskami o masie 1224 kg, to materiał ten nie był używany (istniał formalny zakaz stosowania go do wystrzeliwania cięższych pocisków). Jeden z oficerów artyleryjskich zaproponował używanie go do eksperymentalnego wystrzeliwania cięższych pocisków, na co zgodził się dowódca okrętu, ponieważ zmniejszeniu ulegały wydatki na artylerię (np. związane z wymianą zapasów materiału miotającego na nowsze typy).

Komisje zaleciły wprowadzenie następujących zmian (z uwagi na wycofanie tych pancerników do rezerwy w praktyce ich nie wprowadzono):
- zmianę składu materiału miotającego na stabilniejszy i mniej się elektryzujący,
- ściślejszą kontrolę jakości napełniania worków,
- przekonstruowanie dosyłacza tak, aby zatrzymywał się automatycznie po osiągnięciu odpowiedniej głębokości dosyłania (zależnej od liczby worków w komorze zamkowej – mogło tam być w zależności od potrzeb od 4 do 6 worków, co wymagało różnych głębokości dosyłania),
- lepsze szkolenie i selekcję obsługi dział.